# Какерано ди Брикеразио, София ди
София Какерано ди Брикеразио (итал. Sofia Cacherano di Bricherasio; 18 апреля, 1867, Турин — 2 марта 1950, Сан-Секондо-ди-Пинероло) — итальянская художница, меценат и филантроп.

## Биография
Графиня София Какерано ди Брикеразио родилась 18 апреля 1867 года в Турине. Её родителями были Луиджи Какерано ди Брикеразио и маркиза Тереза Массель ди Каресана. Отец Софии умер, когда ей было четыре года, и она стала последней представительницей старинного итальянского рода Какерано ди Брикеразио. София жила как в палаццо Брикеразио в Турине, так и в замке Мирадоло в Сан-Секондо-ди-Пинероло, принадлежавшем её роду. Со временем её замок стал излюбленным местом встреч художников, принадлежавших к школе Лоренцо Деллеани. Ученицей художника стала и сама София, которая увлекалась искусством и могла позволить себе занятия живописью ради собственного удовольствия. Она писала преимущественно пейзажи в духе импрессионизма и вошла в число пьемонтских художников, чьи работы были отобраны для демонстрации на первой Венецианской биеннале, состоявшейся в 1895 году.
Помимо живописи, графиня была известна своей филантропической деятельностью. В числе прочего она основала детский приют в Фубине. За свою благотворительную деятельность София Какерано ди Брикеразио была награждена Золотой медалью в области народного образования (Medaglie per i benemeriti della popolare istruzione) и Золотой медалью в области здравоохранения (Medaglia dei benemeriti della sanità pubblica). Кроме того, не имея наследников, она завещала своё имущество, в благотворительных целях, Конгрегации малых дел Божественного Провидения Луиджи Орионе.
София Какерано ди Брикеразио умерла в 1950 году в Сан-Секондо-ди-Пинероло.